# الخاندرو اسپایک
الخاندرو اسپایک (انگلیسی: Alejandro Spajic) بازیکن والیبال اهل آرژانتین است.
الخاندرو در لیگ قهرمانان اروپا ۲۰۵-۲۰۰۴ به عنوان بهترین اسپکر مسابقات انتخاب شد.